# Mauritius-Ralle
Die Mauritius-Ralle (Aphanapteryx bonasia) war eine kleine rote Ralle, die nur auf Mauritius beheimatet war und schon vor 1700 durch Jagd und Lebensraumzerstörung verschwand.
Von dieser Art gibt es heute nur noch Knochen sowie ein paar mehr oder weniger gute Darstellungen, welche darauf schließen lassen, dass die Mauritius-Ralle eine Größe von ca. 50 cm erreicht haben dürfte. Aus einer dieser Darstellungen und aus zeitgenössischen Berichten geht hervor, dass der Vogel rot oder rotbraun gefärbt war und dass sein Gefieder eher einem Haarkleid glich. Der Schnabel war von Vogel zu Vogel unterschiedlich geformt, manche waren deutlich gebogen, andere fast gerade.
Es ist außerdem überliefert, dass diese Vögel ein besonderes Interesse an roten Gegenständen hatten. Man konnte sie mit einem Stückchen roten Stoff anlocken, welches sie anzugreifen versuchten. Dabei ließen sich die Vögel dann ganz leicht von Hand ergreifen und töten, wobei vom Geschrei des so erbeuteten Vogels weitere Artgenossen angelockt wurden, die dann ebenfalls erlegt werden konnten. Der Geschmack ihres Fleisches wurde als sehr gut beschrieben. So verwundert es nicht, dass die Mauritius-Ralle bereits um 1700 herum ausgerottet war.